# Boni Sinus
Il Boni Sinus è una struttura geologica della superficie di Titano.